# Sciopolina stuckenbergorum
Sciopolina stuckenbergorum är en tvåvingeart som beskrevs av Irwin 1974. Sciopolina stuckenbergorum ingår i släktet Sciopolina och familjen styltflugor. Inga underarter finns listade i Catalogue of Life.